# 中央農試前駅

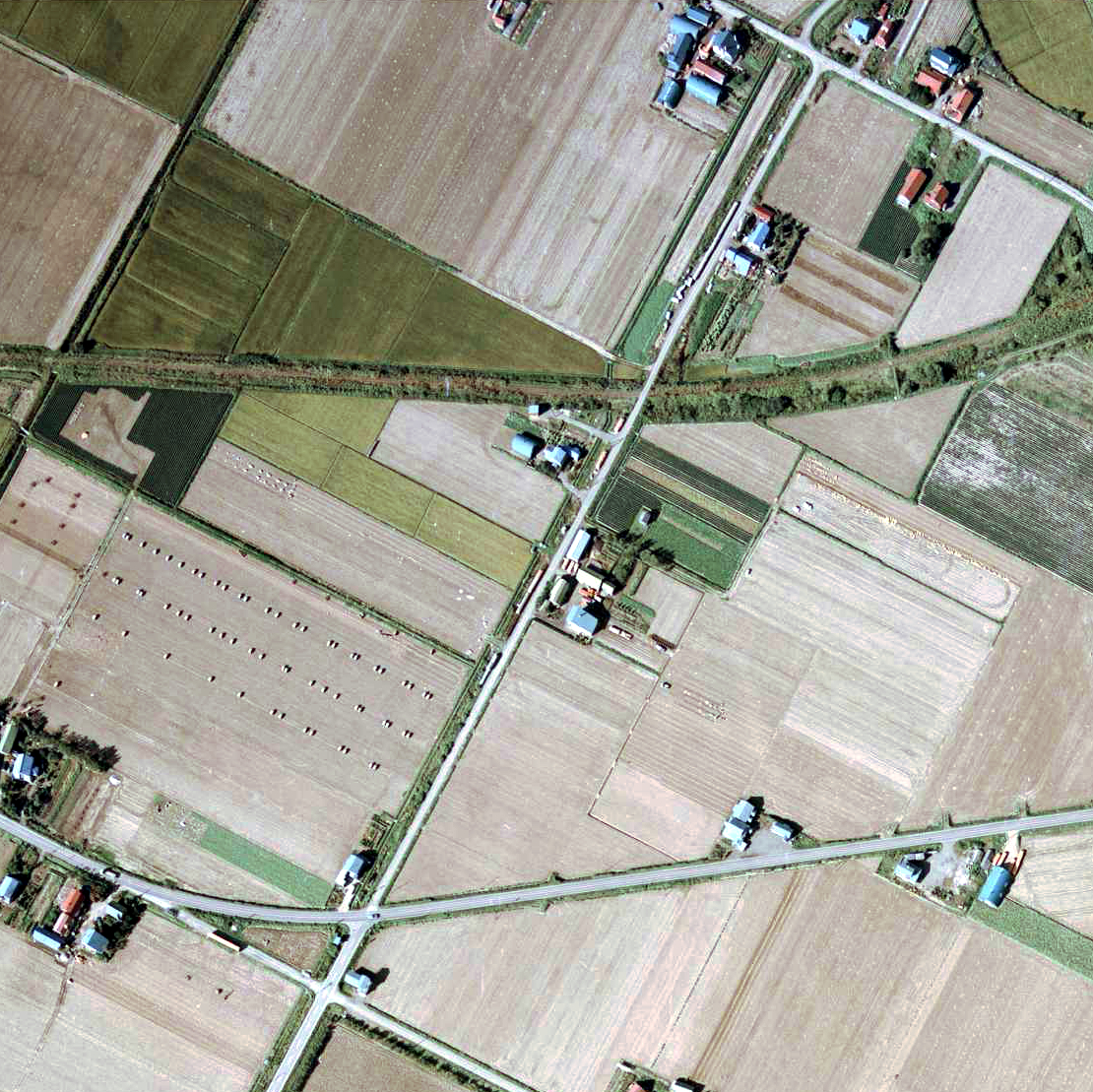
1976年撮影、廃線1年後廃駅2年後の中央農試前駅跡、周囲500 m範囲。上から下へ斜めに横切るのが東五線道で、踏切から西側の線路南側に、水色の片流れ屋根を持つ待合室と舗装された連絡道がまだ残されている。ホームは待合室より西側に設置されていたが、既に草が生い茂って跡形も無い。国土地理院 地図・空中写真閲覧サービスの国土画像情報（カラー空中写真）を基に作成。

中央農試前駅（ちゅうおうのうしまええき）は、北海道夕張郡長沼町にあった夕張鉄道の駅（廃駅）である。夕張鉄道線内ではもっとも新しい駅だった。同線の合理化に伴い1974年に廃止された。

## 概要
北海道立中央農業試験場（現：北海道立総合研究機構農業研究本部中央農業試験場）の本場移転に伴い設置された駅であり、開業当日は雨が降る中、テープカットが行われるなど開業記念式典も行われた。開業そのものは華々しかったが、わずか5年で廃止となった。

## 歴史
- 1969年（昭和44年）5月1日：開業。
- 1974年（昭和49年）
  - 4月1日：旅客営業休止。
  - 10月1日：廃止。

## 駅構造
単式ホーム1面1線の地上駅で無人駅だったが、待合室が設置されていた。ホームは栗山駅に向かって右手（南側）に設置され、待合室は東五線道からホーム栗山側端へ向かう道の突き当りに設けられていた。

## 利用状況
北海道立中央農業試験場（現：北海道立総合研究機構農業研究本部中央農業試験場）に勤める職員の通勤が主となっていた。

## 駅周辺
周辺は農業地帯である。駅名の由来となった北海道立総合研究機構農業研究本部中央農業試験場（旧：北海道立中央農業試験場）が近くにある。
- 農業試験場前簡易郵便局
- 北海道道45号恵庭栗山線

## 廃止後
- 同駅の待合室は付近の農家の物置としてしばらくの間利用されていた。

## 隣の駅
夕張鉄道
夕張鉄道線
北長沼駅 - 中央農試前駅 - 栗山駅